# 小仲马
小亞歷山大·仲馬（法語：Alexandre Dumas fils，法語：[alɛksɑ̃dʁ dyma fis]；1824年7月27日—1895年11月27日），法国劇作家、小說家，世界文学名著《茶花女》的作者。因其父大仲马也是法国著名文学家、《基度山恩仇記》的作者。“仲马”的译名，是清末翻译家林纾依福州话的语音所译。为区别，通常稱为小仲馬（法语的意思指「兒子」）。

## 早年
小仲马之父大仲马（1802年—1870年）风流至极，私生子无数。1824年一位女裁縫瑪麗-勞爾-凱瑟琳·拉貝（31歲，1794年-1868年）在法國巴黎意大利广场（今布瓦尔迪厄广场）1号產下大仲马的私生子之一，即小仲马。大仲馬成名後，混跡於上流社會，完全抛弃他們母子。直到小仲馬七歲時，大仲馬終於良心發現，認了這個兒子，負擔了瑪麗-勞爾-凱瑟琳·拉貝的生活費用，但是他始終沒有承認瑪麗-勞爾-凱瑟琳·拉貝是他的妻子。

## 茶花女

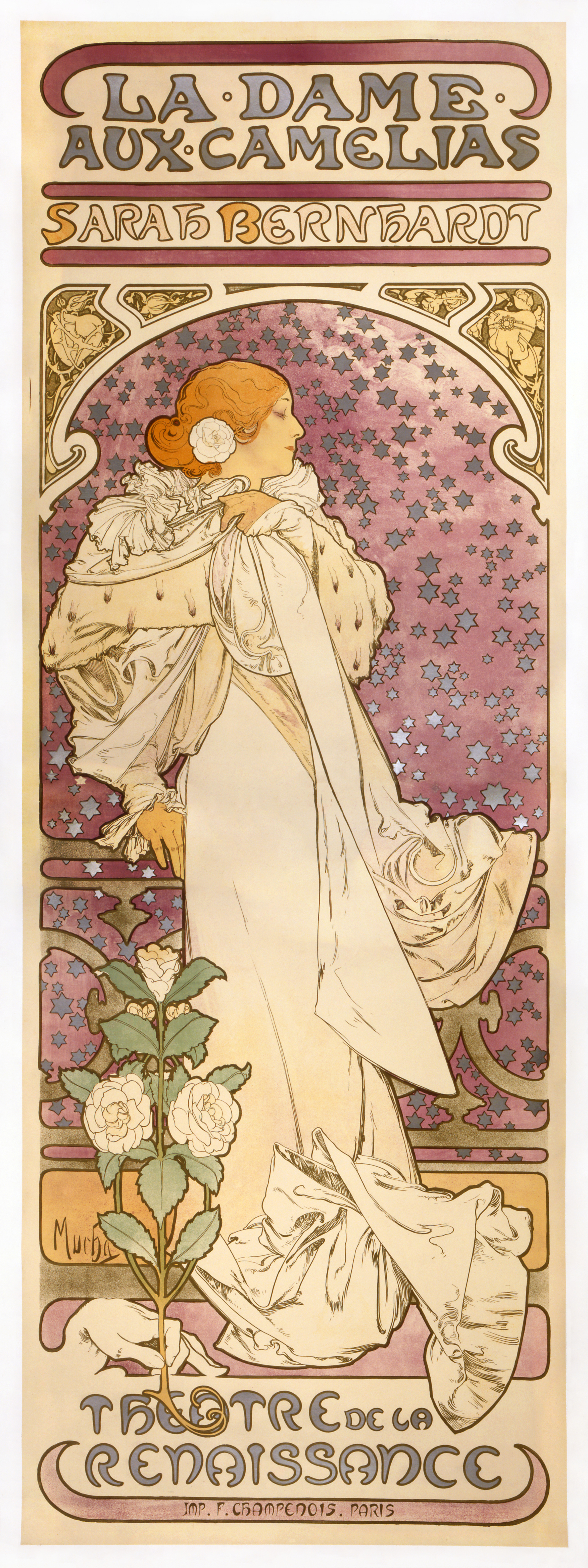
《茶花女》，阿爾豐斯·慕夏所画海报，传世经典

1842年小仲马在“综艺剧院”（Theatre des Varietes）遇见高级交际花玛丽·杜普莱西，對她一見鍾情：“个子高高的，身材苗条，有乌黑的头发，脸色白里透红。她的头小巧玲珑，眼睛又黑又亮，顾盼自如，衍生出无限风情。”玛丽·杜普莱西即后来《茶花女》的原型，她生于1824年一个诺曼底的乡村，原名是若丝‧阿尔丰西娜‧普勒丝（Rose Aphonsine Plessis），父母离异，玛丽15岁时前往巴黎学做裁缝，十六岁即当起高级妓女，改名玛丽．杜普蕾丝，喜爱华服珠宝，偏爱茶花，逸乐淫乱让玛丽染上了肺结核。
阿尔芒丝·布拉特是玛丽在玛德兰路15号住所的邻居，第一次即由阿尔芒丝带小仲马去见玛丽。一日小仲马在她的房间里，发现她正在咯血，不断地劝说玛丽要保重身体。不久以后，阿尔丰西娜便成了小仲马的情人。大仲馬曾问他说：“你同这位姑娘交往，究竟是因为爱她，还是因为同情她？”但是他对玛丽不肯退出上流声妓事业表示愤怒，有一天，小仲马发现了玛丽与一位名叫爱德华的年轻人来往的书信，1845年8月30日深夜，他写了绝交书：“且让我们一起遗忘，你忘掉一个你应该不会关心的名字，我忘掉一份不可能的幸福。”。不久小仲马随大仲马去西班牙旅行。后来玛丽肺病沉重，即使在接待客人的时候也常常咯血不止。
1847年，玛丽病逝於巴黎，年仅23岁。去世后一周，小仲馬从阿尔及利亚回到法国。他悲痛萬分，將這段故事寫成小說《茶花女》，为了更好地揭示人物性格和主题，精心构思并着力渲染了玛格丽特和阿芒的爱情波澜。小仲马对玛格丽特所处的巴黎上层社交界，对七月王朝统治阶级的糜烂生活做了真实写照，使他一舉成名。1852年，小仲馬的話劇《茶花女》初演。情节与小说《茶花女》基本一样。此时，大仲馬正在布魯塞爾過著短期的流亡生涯，小仲馬给他電報上說：“第一天上演時的盛況，足以令人誤以為是您的作品。”大仲馬回電說：“孩子，我最好的作品就是你”。

## 后期创作

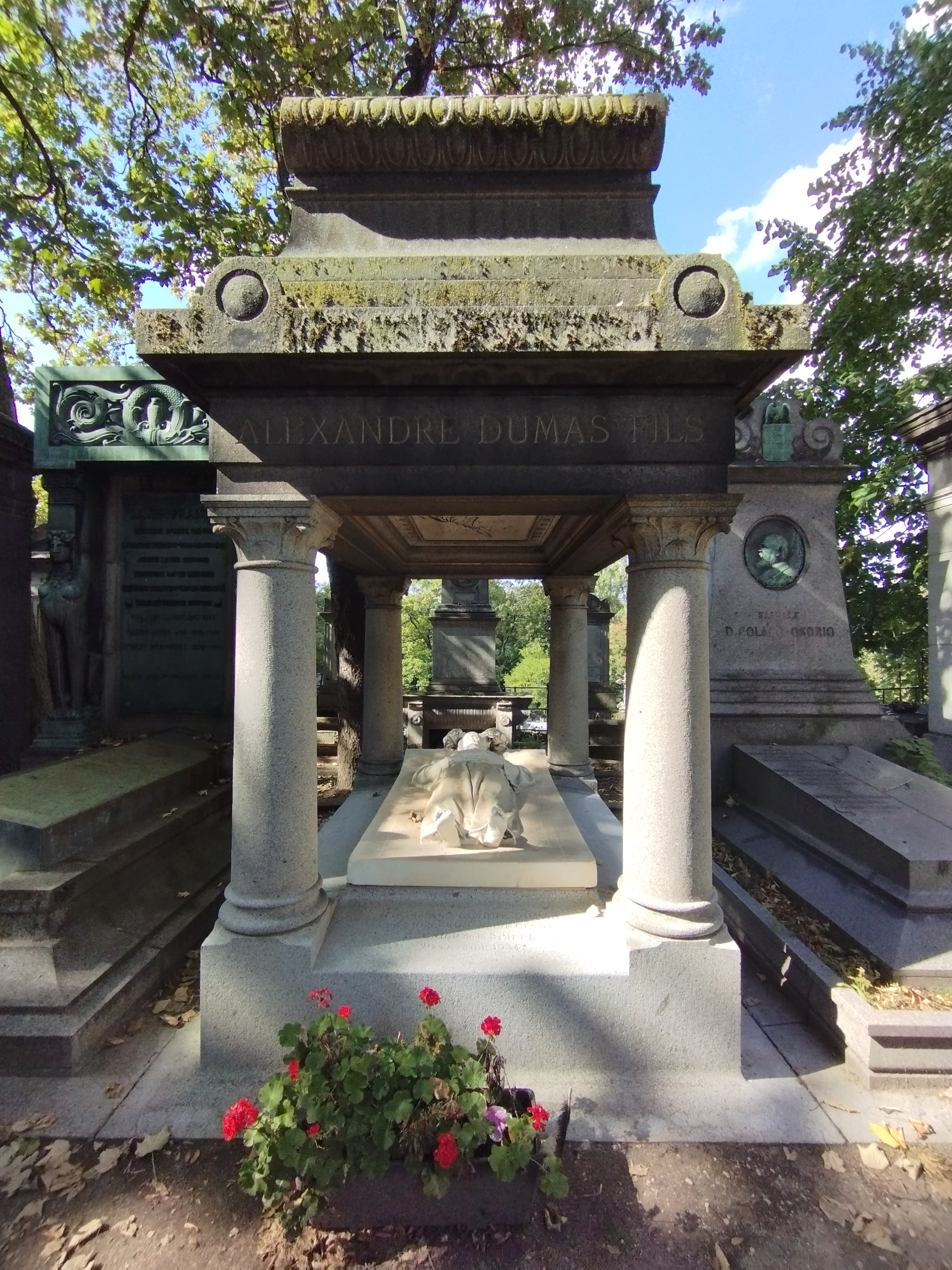
小仲马墓

话剧《茶花女》获得重大成功之后，小仲马专门致力于戏剧创作。通过《金钱问题》、《私生子》等剧本，揭露了丑恶的社会风俗。1864年小仲馬与Nadjeschda von Knorring于莫斯科结婚，育有两女。1875年2月21日，小仲馬以二十二票的多數被選爲法蘭西學院院士，是當時的最高榮譽，使他的事業可說是功德圓滿，相較於無緣於此的巴爾扎克、大仲馬幸運許多。1895年11月27日小仲马辞世，终年71歲，安葬於巴黎蒙马特公墓，距离茶花女之墓仅有100米。

## 评价
小仲馬的劇作是法國戲劇由浪漫主義向現實主義過渡時期的產物，話劇《茶花女》也被視為法國現實主義戲劇開端的標誌。他的劇作不以情節的曲折離奇取勝，而以真切自然的情理感人，結構謹嚴，語言流暢，富有抒情意味。1897年，翻譯家林紓翻釋《茶花女》，當時譯名為《巴黎茶花女遺事》。

## 主要作品
- 《茶花女》（1847）
- 《茶花女》（1852）
- 《半上流社會》（1855）
- 《金錢問題》（1857）
- 《私生子》（1858）
- 《放蕩的父親》（1859）
- 《克洛德的妻子》（1873）
- 《福朗西雍》（1887）